# Люк (фільм)
«Люк» («Lyuk») — польсько-радянський художній фільм 1991 року, знятий режисерами Анджеєм Чарнецьким і Кшиштофом Зануссі на кіностудії .

## Сюжет
Молодий бомж Люк не збирається підкорятися законам, встановленим його колегами-бомжами, а також свавіллю виконроба, коли потрапляє на примусові роботи. Але тільки опір подібним до себе нічого не дає Люку: без житла і засобів існування, і, нарешті, без елементарних прав захисту особистості він уже не бачить просвіту в цьому житті.

## У ролях
- Михайло Єфремов — Люк
- Рим Аюпов — Свинопас
- Ромуальдас Раманаускас — начальник дороги
- Ірина Кулевська — Кассандра
- Віра Івлєва — мати
- Віктор Плют — батько
- Володимир Городничев — епізод
- Микола Мерзлікін — епізод
- Олександр Баринов — Михалич
- Лесь Сердюк — Запорожець
- Михайло Неганов — безхатько
- Марія Селянська — повія
- Михайло Авдєєв — епізод
- Михайло Бочаров — безхатько
- Володимир Ільїн — епізод
- Геннадій Міхєєв — епізод
- Юрій Соколов — безхатько
- Інокентій Тарабара — Сашко
- В'ячеслав Ширяєв — епізод
- Олексій Аблєпіхін — кухар-бомж
- Роман Лавров — епізод
- Віктор Махмутов — алкаш

## Знімальна група
- Режисери — Анджей Чарнецький, Кшиштоф Зануссі
- Сценарист — Михайло Шелехов
- Оператор — Олександр Антипенко
- Композитор — Владислав Шуть
- Художники — Сергій Оніпенко, Ірина Сапожникова